# Свойство (родство)
Свойство́ — отношение родственников одного супруга к другому и его родственникам. Для обозначения таких отношений используются особые термины.

## Свойственные термины

### В русском языке
В русском языке для обозначения свойства используются следующие термины:
- Свёкор — отец мужа.
- Свекро́вь — мать мужа.
- Тесть — отец жены.
- Тёща — мать жены.
- Сват — отец одного из супругов по отношению к родителям другого супруга, то есть отец жены сына или отец мужа дочери.
- Сва́тья — мать одного из супругов по отношению к родителям другого супруга, то есть мать жены сына или мать мужа дочери.
- Де́верь — брат мужа.
- Золо́вка — сестра мужа.
- Неве́стка (сноха́) — жена брата, сына.
- Шу́рин — брат жены
  - Шу́рич (устар.) — сын шурина.
- Своя́ченица (устар. своя́чина) — сестра жены.
  - Своя́к — муж сестры жены.
- Зять — муж сестры, дочери.

Схема:
|                  |                  |                  |                  | Свекровь мать мужа | Свекровь мать мужа | Свекровь мать мужа | Свекровь мать мужа | Свекровь мать мужа                   | Свекровь мать мужа                   |                                      |                                      | Свёкор отец мужа                     | Свёкор отец мужа                     | Свёкор отец мужа | Свёкор отец мужа | Свёкор отец мужа | Свёкор отец мужа |       |       |       |       |  |  |        |        |        |        | Тёща мать жены | Тёща мать жены | Тёща мать жены | Тёща мать жены | Тёща мать жены             | Тёща мать жены             |                            |                            | Тесть отец жены            | Тесть отец жены            | Тесть отец жены | Тесть отец жены | Тесть отец жены | Тесть отец жены |                 |                 |                 |                 |
|                  |                  |                  |                  | Свекровь мать мужа | Свекровь мать мужа | Свекровь мать мужа | Свекровь мать мужа | Свекровь мать мужа                   | Свекровь мать мужа                   |                                      |                                      | Свёкор отец мужа                     | Свёкор отец мужа                     | Свёкор отец мужа | Свёкор отец мужа | Свёкор отец мужа | Свёкор отец мужа |       |       |       |       |  |  |        |        |        |        | Тёща мать жены | Тёща мать жены | Тёща мать жены | Тёща мать жены | Тёща мать жены             | Тёща мать жены             |                            |                            | Тесть отец жены            | Тесть отец жены            | Тесть отец жены | Тесть отец жены | Тесть отец жены | Тесть отец жены |                 |                 |                 |                 |
|                  |                  |                  |                  |                    |                    |                    |                    |                                      |                                      |                                      |                                      |                                      |                                      |                  |                  |                  |                  |       |       |       |       |  |  |        |        |        |        |                |                |                |                |                            |                            |                            |                            |                            |                            |                 |                 |                 |                 |                 |                 |                 |                 |
|                  |                  |                  |                  |                    |                    |                    |                    |                                      |                                      |                                      |                                      |                                      |                                      |                  |                  |                  |                  |       |       |       |       |  |  |        |        |        |        |                |                |                |                |                            |                            |                            |                            |                            |                            |                 |                 |                 |                 |                 |                 |                 |                 |
| Деверь брат мужа | Деверь брат мужа | Деверь брат мужа | Деверь брат мужа | Деверь брат мужа   | Деверь брат мужа   |                    |                    | Золовка сестра мужа                  | Золовка сестра мужа                  | Золовка сестра мужа                  | Золовка сестра мужа                  | Золовка сестра мужа                  | Золовка сестра мужа                  |                  |                  | N муж            | N муж            | N муж | N муж | N муж | N муж |  |  | M жена | M жена | M жена | M жена | M жена         | M жена         |                |                | Свояченица сестра жены     | Свояченица сестра жены     | Свояченица сестра жены     | Свояченица сестра жены     | Свояченица сестра жены     | Свояченица сестра жены     |                 |                 | Шурин брат жены | Шурин брат жены | Шурин брат жены | Шурин брат жены | Шурин брат жены | Шурин брат жены |
| Деверь брат мужа | Деверь брат мужа | Деверь брат мужа | Деверь брат мужа | Деверь брат мужа   | Деверь брат мужа   |                    |                    | Золовка сестра мужа                  | Золовка сестра мужа                  | Золовка сестра мужа                  | Золовка сестра мужа                  | Золовка сестра мужа                  | Золовка сестра мужа                  |                  |                  | N муж            | N муж            | N муж | N муж | N муж | N муж |  |  | M жена | M жена | M жена | M жена | M жена         | M жена         |                |                | Свояченица сестра жены     | Свояченица сестра жены     | Свояченица сестра жены     | Свояченица сестра жены     | Свояченица сестра жены     | Свояченица сестра жены     |                 |                 | Шурин брат жены | Шурин брат жены | Шурин брат жены | Шурин брат жены | Шурин брат жены | Шурин брат жены |
|                  |                  |                  |                  |                    |                    |                    |                    |                                      |                                      |                                      |                                      |                                      |                                      |                  |                  |                  |                  |       |       |       |       |  |  |        |        |        |        |                |                |                |                |                            |                            |                            |                            |                            |                            |                 |                 |                 |                 |                 |                 |                 |                 |
|                  |                  |                  |                  |                    |                    |                    |                    |                                      |                                      |                                      |                                      |                                      |                                      |                  |                  |                  |                  |       |       |       |       |  |  |        |        |        |        |                |                |                |                |                            |                            |                            |                            |                            |                            |                 |                 |                 |                 |                 |                 |                 |                 |
|                  |                  |                  |                  |                    |                    |                    |                    | невестка жена брата или сына (сноха) | невестка жена брата или сына (сноха) | невестка жена брата или сына (сноха) | невестка жена брата или сына (сноха) | невестка жена брата или сына (сноха) | невестка жена брата или сына (сноха) |                  |                  | сын              | сын              | сын   | сын   | сын   | сын   |  |  | дочь   | дочь   | дочь   | дочь   | дочь           | дочь           |                |                | зять муж сестры или дочери | зять муж сестры или дочери | зять муж сестры или дочери | зять муж сестры или дочери | зять муж сестры или дочери | зять муж сестры или дочери |                 |                 |                 |                 |                 |                 |                 |                 |
|                  |                  |                  |                  |                    |                    |                    |                    | невестка жена брата или сына (сноха) | невестка жена брата или сына (сноха) | невестка жена брата или сына (сноха) | невестка жена брата или сына (сноха) | невестка жена брата или сына (сноха) | невестка жена брата или сына (сноха) |                  |                  | сын              | сын              | сын   | сын   | сын   | сын   |  |  | дочь   | дочь   | дочь   | дочь   | дочь           | дочь           |                |                | зять муж сестры или дочери | зять муж сестры или дочери | зять муж сестры или дочери | зять муж сестры или дочери | зять муж сестры или дочери | зять муж сестры или дочери |                 |                 |                 |                 |                 |                 |                 |                 |

### В английском языке
В английском языке свойство обозначается прибавлением к аналогичному именованию кровного родственника -in-law (рус. по закону), например, тёща (мать жены) — mother-in-law (рус. мать по закону).

## Религиозное значение
В православном каноне близость свойства может служить препятствием к браку. При этом различают двухродное (двукровное) свойство — отношения непосредственных родственников супругов и трёхродное свойство — отношения родственников, породнившихся через родственную связь двух браков, например родственники жён двух братьев состоят в трёхродном свойстве. Кроме того, при разрешении на брак учитывается степень родства, которая устанавливается аналогично степени родства кровных родственников, например, тёща по отношению к зятю состоит в первой степени свойства, деверь по отношению к невестке — во второй степени родства. Для определения степени свойства между родственниками супругов суммируются их степени свойства по отношению к супругам, это верно как для двухродного свойства, так и для трёхродного.
Церковный брак не может быть заключён для двухродного свойства до третьей степени включительно, для трёхродного — при первой степени свойства.